# Sóc chuột lửa
Sóc chuột lửa, còn gọi là sóc chuột Campuchia (Tamiops rodolphii), là một loài động vật có vú trong họ Sóc, bộ Gặm nhấm. Loài này được Milne-Edwards mô tả năm 1867.

## Phân loài[3]
- T. r. rodolphii
- T. r. elbeli